# Esther Jones
Esther Jones (* 7. April 1969 in Chicago) ist eine ehemalige US-amerikanische Sprinterin.
Den größten Erfolg ihrer Karriere feierte sie mit dem Gewinn der Goldmedaille in der 4-mal-100-Meter-Staffel bei den Olympischen Spielen 1992 in Barcelona. Gemeinsam mit Evelyn Ashford, Carlette Guidry-White und Gwen Torrence siegte sie in 42,11 s vor den Staffeln des Vereinten Teams und Nigerias.
Als Einzelstarterin nahm sie an den Leichtathletik-Weltmeisterschaften 1991 in Tokio teil. Im 200-Meter-Lauf erreichte sie die Halbfinalrunde, verpasste jedoch als Fünfte ihres Laufs den Finaleinzug knapp.
Esther Jones hatte bei einer Körpergröße von 1,76 m ein Wettkampfgewicht von 58 kg.

## Bestleistungen
- 100 m: 11,53 s, 21. Juli 1993, Nizza
- 200 m: 23,03 s, 29. August 1991, Tokio